# Ма Линь (футболист)
Ма Линь (кит. 马林; род. 28 июля 1962, Цицикар, Хэйлунцзян) — китайский футболист и футбольный тренер.
В качестве игрока большую часть карьеры провёл в команде «Ляонин». В составе «Ляонина» завоевал несколько титулов чемпиона КНР, также несколько раз побеждал с командой в Кубке. Чемпион Азиатской футбольной ассоциации сезона 1989/90.
В качестве тренера высшим достижением можно считать титул чемпиона первой лиги Китая по футболу 2009 года, а также третье место в Суперлиге в сезоне 2011 года.

## Карьера

### Карьера игрока
Карьеру игрока Ма Линь начинал в футбольном клубе «Ляонин». Отличался хорошим контролем мяча, игрой ногами и головой, а также голевым чутьем. Уже в сезоне 1985 года помог команде выиграть титул чемпиона. Несмотря на возраст, уже в следующем году был включен в национальную сборную, за которую выступал на Азиатских играх 1986 года и показал себя как хороший нападающий. В дальнейшем принял участие в Кубке Азии по футболу 1988 года, летней Олимпиаде 1988 года, однако пропустил отборочные матчи к чемпионату мира 1990 года. На национальном уровне «Ляонин» в течение нескольких лет доминировал в китайском чемпионате, выиграл несколько чемпионских титулов, а также кубков. В сезоне 1989-90 годов клуб победил в Кубке чемпионов Азии. После удачных выступлений в национальном чемпионате, Ма Линь решил попробовать себя за рубежом. Выбор пал на японскую лигу и клуб «Ниппон Кокан», в которой игрок перешёл на правах аренды. Однако, после окончания аренды Ма Линь решил вернуться в Китай, где выступал за «Ляонин», а в 1995 году перешёл в «Далянь Шидэ», где и закончил выступления в качестве игрока.

### Карьера тренера
После завершения карьеры игрока Ма Линь начал тренерскую карьеру в качестве ассистента главного тренера в клубе «Далянь Итэн». Затем перешёл на аналогичную должность в «Ляонин». После того как главный тренер Димитр Пенев в сезоне 2003 года покинул свой пост, Ма Линь получил возможность возглавить клуб. Итогом дебютного сезона в качестве главного тренера стало шестое место в чемпионате 2003 года. В следующем сезоне Ма возглавлял «Ляонин» в течение всего сезона, а клуб по итогам сезона 2004 года занял четвёртое место, однако все равно был заменен на более опытного тренера Ван Хунли. Перед началом сезона 2005 года Ма Линь принял предложение возглавить «Чунцин Лифань», однако клуб выступал неудачно, и по итогам сезона тренер покинул команду. Следующим клубом стал представитель второго дивизиона «Цзянсу Сайнти». В новом клубе Ма Линь также не задержался, клуб не смог пробиться в Суперлигу и контракт с ним решено было не продлевать. После небольшого перерыва в тренерской деятельности Ма Линь вновь вернулся в «Ляонин», где заменил Вернера Лорана на посту главного тренера после того, как клуб не смог остаться в первом дивизионе 2008 года. С новым наставником уже в следующем году «Ляонин» завоевал титул чемпиона первой лиги и успешно вернулся в Суперлигу. В сезоне 2011 клуб завоевал бронзовые медали чемпионата и получил возможность в 2012 году выступать в Лиге чемпионов АФК.

## Достижения

### В качестве игрока
«Ляонин»
- Лига Цзя-А: 1985, 1987, 1988, 1990, 1991, 1993
- Кубок Китая по футболу: 1984, 1986
- Азиатский Кубок чемпионов: 1989/90

### В качестве тренера
«Ляонин»
- Первая лига Китая по футболу: чемпион, 2009
- Суперлига Китая по футболу: бронзовый призёр, 2011